# تفجير فندق أطلس أسني (1994)
تفجيرات فندق اسني هو هجوم حصل في فندق أطلس أسني في مراكش بتاريخ 24 أغسطس 1994. أظهرت التحقيقات لاحقًا أن الهجوم خُطط له بالتزامن مع عدة هجمات مماثلة.

## المخطط الإرهابي
في 24 أغسطس من عام 1994 استهدف مسلحون جزائريون فندق أطلس إسني بمدينة مراكش السياحية، وهو الحادث الذي دفع بالمغرب حينها إلى اتهام جهاز المخابرات الجزائري بالضلوع وراء الهجوم الإرهابي، وكردة فعل فُرضت تأشيرة على المواطنين الجزائريين الراغبين بالدخول للمغرب. وهو ما ردت عليه حينها الحكومة الجزائرية بإغلاق الحدود البريّة من طرف واحد بين البلدين، وهو الإغلاق الذي ما زال مستمرًا حتى الآن.
وقد قادت التحقيقات التي أجرتها السلطات المغربية بتعاون مع السلطات الفرنسية، إلى التعرف على جزائريين كانوا وراء تدبير ذلك الحادث، وأسفر التحقيق إلى اعتقال ثلاثة أشخاص جزائريين حاصلين على الجنسية الفرنسية، هم: هامل مرزوق واستيفن آيت يدر ورضوان حمادي. حيث أدين اثنين بالسجن المؤبد وواحد بالإعدام.

## اتهام المخابرات الجزائرية بالتفجر
كشف كريم مولاي لوكالة «قدس بريس» اللندنية معلومات مهمة، حيث قال إن «مديرية المعلومات والأمن DRS، هي التي خططت للهجوم الذي نفذ على فندق أطلسي آسني بمراكش (24 أغسطس 1994)، ولتأكيد اتهاماته قدم الشاهد هذه المعلومة الدقيقة المثيرة: «أنا شخصيًا من كُلف بالجانب اللوجستيكي لهذه العملية التي لم أكن أعرف أن هدفها هو تنفيذ هجوم». وللتذكير، فهذه العملية خلفت قتيلان يحملان الجنسية الإسبانية من نزلاء الفندق وجريحًا واحدًا من جنسية فرنسية. وقد قدمت السلطات المغربية فرضية تورط المخابرات الجزائرية في هذه العملية، استنادًا لمعلومات توصلت إليها بعد التحقيقات.
ويشير العميل الجزائري السابق أيضًا إلى أنه استفاد، في إطار مهمته اللوجستية، من تواطؤ موظفين مغاربة وعملاء يشتغلون لحساب المخابرات الجزائرية.
وأفاد كريم مولاي ضمن تصريحه لوكالة «القدس بريس»، بأنّ الجزائر قد سهّلت دخوله للمغرب في شهر أبريل من عام 1994 من أجل مهمّة واحدة مُحدّدة في «إعداد لوجيستيك عمل لتحقيق اختراق وإنتاج بلبلة أمنية بالمملكة المغربية»، قبل أن يُضيف: «سافرت واتصلت بأحد الأصدقاء المغاربة، وكان يعمل ضمن سلك الأمن في مدينة الرشيدية، وهو الذي ساعدني في التعرف على مدير مركز الاتصالات السلكية واللاسلكية بمراكش، وهذا الأخير ساعدني هو الآخر في التعرف على عدد من الجزائريين المقيمين في مراكش وأصدقئهم المغاربة في الدار البيضاء.. لقد رتبنا سهرة في إحدى الفنادق الفخمة في مراكش لتحقيق التعارف وتهيئة التعاون.. لقد ساعد الجميع في تهيئة الأجواء بالكامل لأحداث فندق آسني في شهر غشت من العام 1994».
ويزيد مولاي ضمن تصريحاته: «كنت على بعد عشرات الأمتار من فندق آسني لحظة الانفجار، وأؤكد هنا أنني لم أكن على علم مسبق بعملية التفجيرات لأنني لم أكن قطّ مكلفاً بالتنفيذ لقصر مهمتي في جمع المعلومات والترتيب اللوجستيكي، لكنني عندما سمعت الدويّ أدركت أن الأمر جرى بفعل المخابرات الجزائرية التي اتصلت بي وطمأنتني ووعدتني بتأمين عودتي إلى الجزائر. وبعدها بيوم واحد غادرت مراكش متوجها إلى الناظور، ومنها إلى مدينة وجدة حيث تم اعتقالي لمدة 10 ساعات بعد كشف مجموعة من الصور كانت بحوزتي والتي التُقطت بمدينة مراكش، ومنها صور بالقرب من فندق آسني، حيث تم حجزها وإرسالها للفحص. وقد تمكنت حينها من رشوة أحد عناصر الأمن المغاربة المشتغلين على النقطة الحدودية فمكنني من الفرار عبر البوابة الخلفية، ومنها سلمت نفسي إلى السلطات الجزائرية التي نقلتني إلى العاصمة».